# 驚魂記3
《驚魂記3》（英語：Psycho III）是一部1986年的美國砍杀电影，也是《惊魂记》系列的第三部電影。主演安東尼·柏金斯也執導了這部電影，再次飾演諾曼·貝茨的角色，與戴安娜·斯卡爾維德、傑夫·法赫和蘿柏塔·麥斯威爾聯合主演。劇本由查爾斯·愛德華·波格撰寫。电子音乐配乐由卡特·伯韦尔原創并演奏，这是他最早的项目之一。《驚魂記3》與羅伯特·布洛克的第三部《驚魂記》小說《Psycho House》無關，后者於1990年發行。
這部電影發生在《驚魂記2》事件一個月後，諾曼·貝茨仍在經營贝茨旅馆，而埃玛·斯普尔的屍體仍坐在房子裡。諾曼愛上了一個想自殺的修女，她和一個名叫杜安·杜克的流浪者一起來到了汽車旅館。一名記者在调查斯普尔夫人神秘失踪的問題，同时有人開始了另一場杀人狂潮。
《驚魂記3》於1986年7月2日上映，美國票房收入為1440萬美元，預算為840萬美元，成為該系列中票房收入最低的電影，收到了評論家褒貶不一的評價，隨後又推出了前傳电视电影《驚魂記4》。

## 剧情
1982年，诺曼·贝茨在贝茨旅馆工作，与埃玛·斯普尔的尸体生活在一起。斯普尔是位女服务员，死前告诉他她是他的亲生母亲。斯普尔失踪一个月后，诺曼以前的老板拉尔夫·斯塔特勒和当地执法部门開始擔心起來。杜安·杜克是一个急于赚钱的邋遢音乐家，他得到了汽車旅館助理經理的職位。来自洛杉矶的记者特蕾西·维纳布尔正在撰写一篇关于连环杀手被释放的文章。特蕾西认为诺曼又开始杀人了，她出现在诺曼工作的餐厅，想要与他交谈。诺曼向她敞开心扉，但当年轻女子莫琳·科伊尔走进来时，他分散了注意力。莫琳精神不稳定，因为自杀未遂，已经不当修女了。她的长相与他以前的受害者玛丽昂·克兰很相似。诺曼看到她行李箱上的首字母“M.C.”后，惊慌失措地离开了餐厅。
那天晚上，“母亲”进入莫琳的浴室，打算杀了她，却发现她已经割腕了。诺曼自己的人格在震惊中恢复过来，而神志不清的莫琳则把拿着刀的“母亲”误认为拿着十字架的聖母馬利亞。诺曼把莫琳带到了医院，并提出她在旅馆想住多久就住多久。她出院后，他们开始了恋爱关系。那天晚上，杜克在酒吧勾搭上了一个叫雷德的女孩，雷德明确表示她想要的不仅仅是一场艳遇，杜克拒绝了她。雷德想要叫一辆出租车，但“母亲”打破了电话亭的门刺死了雷德。第二天，一群游客来到旅馆，一起观看足球比赛。特蕾西搜查斯普尔的公寓，发现一本杂志封面上反复写着旅馆的电话号码。
旅馆唯一清醒的客人帕齐·博伊尔被“母亲”杀害了。诺曼发现了她的尸体，将她埋在旅馆的冰柜里。第二天早上，亨特警长和利奥副警长出现，调查帕齐的失踪。特蕾西告诉莫琳关于诺曼的过去，导致莫琳去和布赖恩神父住在一起，后者曾在医院照顾她。诺曼发现斯普尔的尸体不见了，还发现一张纸条，上面写着她在12号小屋。杜克勒索诺曼，威胁说除非给他一大笔钱，否则就把他告到警察那里去。在随后的打斗中，诺曼用吉他殴打杜克，直到他失去知觉。诺曼把车开到沼泽地，里面放着杜克和帕齐的尸体。杜克恢复意识，攻击诺曼，诺曼不小心把车开进了沼泽里。诺曼逃出车外，杜克则被淹死了。
特蕾西与斯塔特勒谈起斯普尔，发现早在斯塔特勒从哈维·利奇手中买下餐厅之前，她就在餐厅工作了。特蕾西与利奇见面，得知斯普尔也曾因为谋杀而被收容。莫琳说服自己，诺曼是她的真爱，决定回到旅馆。两人在楼梯口时，“母亲”对诺曼大喊大叫，吓了他一跳，他推了一把，导致莫琳从楼梯上摔下来死了。诺曼被激怒了，他对“母亲”说将为此报复她。特蕾西进入房子，发现莫琳死了，然后看到诺曼装扮成“母亲”拿着一把刀，特蕾西无法逃脱。
特蕾西对诺曼解释道，埃玛·斯普尔是他的小姨，她爱上了诺曼的父亲，但他娶了她的姊姊诺尔玛。斯普尔杀死了诺曼的父亲，并在诺曼还是个孩子的时候绑架了他，认为他是“她应该和他生的孩子”。当她被抓后，诺曼被送回诺尔玛身边，而斯普尔则被送入精神病院。特蕾西在卧室里发现了斯普尔的尸体。诺曼脱下衣服，“母亲”命令他杀死特蕾西，但当诺曼举起刀时，他反而攻击“母亲”，肢解了斯普尔的尸体。亨特警长把诺曼带到巡逻车上。亨特告诉诺曼，他将永远无法再离开收容所了，诺曼回答说，“但我會自由的……我最終會自由的”。在警车的后座上，诺曼抚摸着埃玛·斯普尔的断手。

## 演员
- 安東尼·柏金斯 饰 诺曼·贝茨
- 戴安娜·斯卡爾維德（英语：Diana Scarwid） 饰 莫琳·科伊尔
- 傑夫·法赫 饰 杜安·杜克
- 蘿柏塔·麥斯威爾（英语：Roberta Maxwell） 饰 特蕾西·维纳布尔
- 休·季林（英语：Hugh Gillin） 饰 约翰·亨特警长
- 羅伯特·艾倫·布朗（英语：Robert Alan Browne） 饰 拉尔夫·斯塔特勒
- 蓋瑞·拜爾 饰 布赖恩神父
- 李·嘉靈頓（英语：Lee Garlington） 饰 默纳
- 多諾凡·斯科特（英语：Donovan Scott） 饰 凯尔
- 凱倫·亨塞爾（英语：Karen Hensel） 饰 凯瑟琳修女
- 傑克·默多克 饰 洛乌
- 凱特·夏亞（英语：Katt Shea） 饰 帕齊·博伊爾
- 茱莉葉·康明斯 饰 雷德
- 史蒂夫·格瓦拉 饰 利奧副警長
- 雨果·斯坦格 饰 哈維·利奇
- 珍妮特·利 饰 玛丽昂·克兰（闪回）
- 克勞蒂亞·布萊亞（英语：Claudia Bryar） 饰 埃玛·斯普尔（闪回）

## 製作
本片的主體拍攝於1985年6月28日開始，於環球影業攝影棚進行製作。